# Поляков, Николай (футболист)
Николай Поляков (латыш. Nikolajs Poļakovs; 2 июля 1975, Вентспилс) — латвийский футболист, защитник, тренер. Выступал за сборную Латвии.

## Биография
Дебютировал во взрослом футболе в первом сезоне чемпионата Латвии после восстановления независимости, сыграл 10 матчей за РАФ (Елгава) и стал серебряным призёром чемпионата 1992 года. Затем играл за рижские «Гемму» и «Олимпию».
С 1997 года играл за «Вентспилс», провёл в клубе три сезона и дважды (1998, 1999) становился бронзовым призёром чемпионата страны. Участник матчей Кубка Интертото. Затем играл за аутсайдеров высшей лиги — «ФК Полиции» (позднее — «ПФК/Даугава») и «Ригу». В сезоне 2001/02 выступал во втором дивизионе Израиля за «Маккаби Ахи Назарет».
В конце карьеры играл за «Юрмалу», «Венту» (Кулдига) и «Диттон»/«Даугаву» (Даугавпилс). Клубы занимали места в середине таблицы, а «Вента» в 2005 году стала явным аутсайдером. В 32-летнем возрасте футболист завершил карьеру.
Всего в высшей лиге Латвии сыграл 248 матчей и забил 25 голов.
Выступал за молодёжную сборную Латвии, где дебютировал в 17 лет. В национальной сборной Латвии дебютировал 6 февраля 1998 года в товарищеском матче против Грузии, заменив на 79-й минуте Александра Исакова. В 1998 году принял участие в семи матчах, в следующем сезоне не выступал, в 2000 году вернулся в сборную и сыграл ещё семь матчей. Всего из 14 матчей Полякова за сборную только один (последний, против Бельгии 7 октября 2000 года) был сыгран в рамках официальных турниров, ещё два — в рамках Кубка Балтии, остальные — товарищеские.
После окончания игровой карьеры работал тренером. В середине 2010-х годов входил в штаб «Юрмалы» в качестве главного тренера дубля и ассистента в основной команде. Затем возглавлял клубы первой лиги «Ауда» и «РТУ/Сконто академия».

## Достижения
- Серебряный призёр чемпионата Латвии: 1992
- Бронзовый призёр чемпионата Латвии: 1998, 1999